# Leon Punch
Leon Ashton Punch (* 21. April 1928 in Inverell; † 28. Dezember 1991 in Church Point) war ein australischer Politiker und u. a. 1975 bis 1976 stellvertretender Premierminister von New South Wales.

## Beruf und Parlamentsmitglied
Der Farmer, Viehzüchter und Stadtrat der Gemeinde Barraba Shire (1956 bis 1959) wurde am 21. März 1959 erstmals in die Gesetzgebende Versammlung des Bundesstaates New South Wales gewählt. Dort vertrat er bis zum 2. Juli 1985 über 26 Jahre die Interessen der Wahlkreise Upper Hunter bzw. ab 3. März 1962 von Gloucester. Im Parlament war er zeitweise Ausschussvorsitzender sowie kurzzeitig amtierender Parlamentssprecher.

## Regierungsmitglied
Vom 17. Januar 1973 bis zum 14. Mai 1976 war der Vater von zwei Söhnen Minister in der Regierung des Bundesstaates New South Wales für die Ressorts öffentliche Arbeiten und Häfen sowie zusätzlich zeitweise amtierender Minister für Dezentralisierung und Entwicklung sowie für Lokale Verwaltung.
Vom 17. Dezember 1975 bis 14. Mai 1976 war er als Nachfolger von Charles Cutler zudem stellvertretender Premierminister. Diesen löste er auch 1975 als Vorsitzender der Country Party ab, nachdem er zuvor von 1973 bis 1975 dessen Stellvertreter als Parteivorsitzender war.
Daneben war Leon Ashton von 1966 bis 1974 Senator der Universität von Newcastle.